# NK Rogaška
Nogometni klub Rogaška (tiếng Việt: Câu lạc bộ bóng đá Rogaška), thường hay gọi NK Rogaška hoặc đơn giản Rogaška, là một câu lạc bộ bóng đá Slovenia, thi đấu ở thị trấn Rogaška Slatina. Hiện tại đội đang thi đấu ở Giải bóng đá hạng nhì quốc gia Slovenia. Rogaška được thành lập năm 1999 sau sự tan rã của NK Steklar, một câu lạc bộ giải thể vài tháng trước đó. Thành tích và danh hiệu của hai câu lạc bộ được tách biệt hợp pháp theo Hiệp hội bóng đá Slovenia.

## Danh hiệu
- Giải bóng đá hạng tư quốc gia Slovenia: 1

2015-16
- Giải bóng đá hạng năm quốc gia Slovenia: 1

2013-14

## Lịch sử thi đấu
| Mùa giải  | Giải vô địch                 | Thứ hạng                     |
| --------- | ---------------------------- | ---------------------------- |
| 1999-2000 | MNZ Celje (cấp độ 4)         | thứ 6                        |
| 2000-02   | Không tham gia giải đấu nào. | Không tham gia giải đấu nào. |
| 2002-03   | MNZ Celje (cấp độ 4)         | thứ 3                        |
| 2003-04   | MNZ Celje (cấp độ 4)         | thứ 4                        |
| 2004-05   | Styrian League (cấp độ 4)    | thứ 14                       |
| 2005-06   | MNZ Celje (cấp độ 5)         | thứ 2                        |
| 2006-07   | Styrian League (cấp độ 4)    | thứ 6                        |
| 2007-08   | Styrian League (cấp độ 4)    | thứ 11                       |
| 2008-09   | Styrian League (cấp độ 4)    | thứ 7                        |
| 2009-10   | Styrian League (cấp độ 4)    | thứ 9                        |
| 2010-11   | Styrian League (cấp độ 4)    | thứ 12                       |
| 2011-12   | MNZ Celje (cấp độ 5)         | thứ 2                        |
| 2012-13   | MNZ Celje (cấp độ 5)         | thứ 4                        |
| 2013-14   | MNZ Celje (cấp độ 5)         | thứ 1                        |
| 2014-15   | MNZ Celje (cấp độ 4)         | thứ 7                        |
| 2015-16   | MNZ Celje (cấp độ 4)         | thứ 1                        |
| 2016-17   | 3. SNL - Bắc                 | thứ 2                        |
| 2017-18   | 2. SNL                       | thứ 13                       |
| 2018-19   | 2. SNL                       | thứ 10                       |

1. ↑  Styrian League discontinued, so they were effectively promoted from fifth to fourth level.